# Шимук, Валерий Витальевич
Валерий Витальевич Шимук (5 мая 1938 — 9 октября 2014, Москва, Российская Федерация) — советский и российский спортсмен, тренер и спортивный функционер, заслуженный тренер СССР по велоспорту.

## Биография
Спортивную карьеру начал в качестве велосипедиста-спринтера. В 1960-х гг. успешно выступал во всесоюзных и всероссийских соревнованиях на треке.
После окончания спортивной карьеры работал тренером, а затем — начальником отдела велоспорта Госкомспорта СССР, главным тренером сборной СССР. В 1980-х гг. — заместитель председателя в ВФСО «Буревестник». В 1990-х-начале 2000-х гг. — начальник управления зимних видов спорта Госкомпспорта РСФСР, Олимпийского Комитета России.
В разные годы занимал руководящие должности в Федерациях: велоспорта, шорт-трека, конькобежного спорта.
Умер в 2014 году. Похоронен на Головинском кладбище.